# Vänta Litets Grund
Vänta Litets Grund este o arie protejată (arie specială de conservare — SAC, sit de importanță comunitară — SCI) din Suedia întinsă pe o suprafață de 15.131 ha, integral marine.

## Localizare
Centrul sitului Vänta Litets Grund este situat la coordonatele 62°31′07″N 18°19′31″E / 62.5187°N 18.3253°E.

## Înființare
Situl Vänta Litets Grund a fost declarat sit de importanță comunitară în iulie 2008 pentru a proteja un număr necunoscut de specii din flora spontană și fauna sălbatică aflate în arealul zonei. Situl a fost protejat și ca arie specială de conservare în decembrie 2017.

## Biodiversitate
Situată în ecoregiunile boreală și marină baltică, aria protejată conține 2 habitate naturale: Recifuri, Bancuri de nisip acoperite în permanență slab de apă marină.
La baza desemnării sitului se află un număr nedeclarat de specii protejate.